# 卡捷里尼夫卡 (埃米利奇涅區)
50°43′25″N 27°42′52″E / 50.72361°N 27.71444°E
卡捷里尼夫卡（烏克蘭語：Катеринівка），是烏克蘭北部的村莊，隸屬日托米爾州的茲維亞赫爾區。該村面積0.99平方公里，海拔高度206米，2001年人口167，人口密度每平方公里168.01人。